# Sydney Showground Stadium
El Sydney Showground Stadium (llamado también Spotless Stadium por razones de patrocinio) es un estadio ubicado en el interior del Parque Olímpico de Sídney (Sídney Olympic Park), en la ciudad de Sídney, Australia. El recinto fue inaugurado en 1998 y se utilizó para los Juegos Olímpicos de Sídney 2000 bajo el nombre Sydney Baseball Stadium, donde se llevaron a cabo los eventos de béisbol y las competiciones de equitación y carrera del pentatlón moderno.
El estadio es desde 2012 el hogar del Greater Western Sydney de la Australian Football League (fútbol de reglas australianas), y desde 2015 del Sydney Thunder de la Big Bash League (liga australiana de cricket).
Desde octubre de 2016 los Western Sydney Wanderers equipo de fútbol de la A-League disputaran la mayoría de sus juegos en este estadio, debido a la demolición del Parramatta Stadium, y mientras dure la construcción del nuevo Western Sydney Stadium.

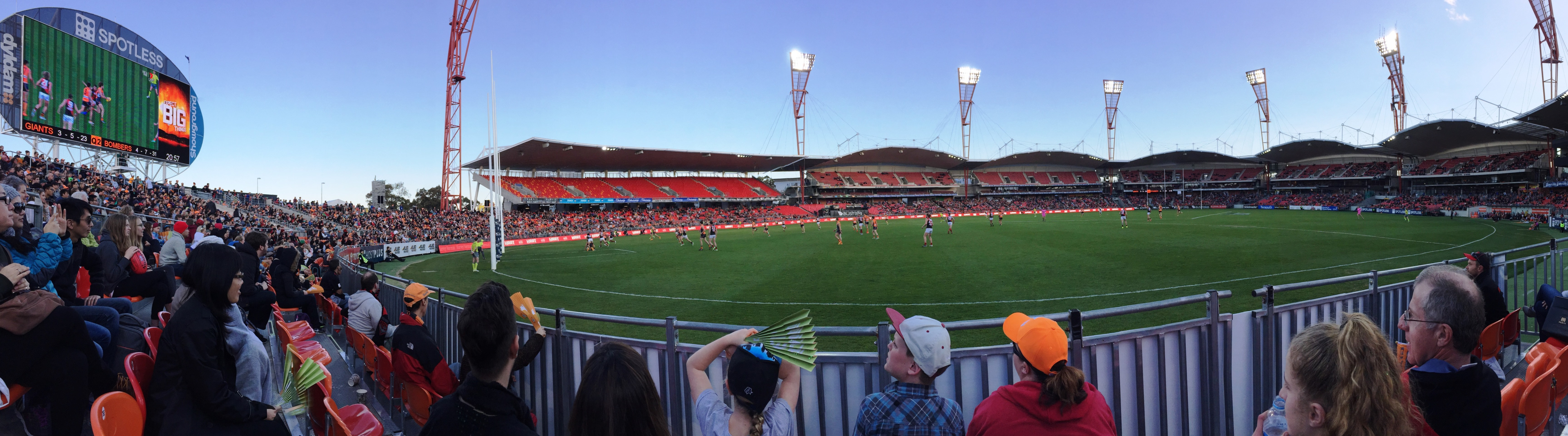
Imagen Panorámica del Sydney Showground.